# Kot wśród gołębi
Kot wśród gołębi (ang. Cat Among the Pigeons) – powieść Agathy Christie wydana w 1959 roku.

## Opis fabuły
W szanowanej, angielskiej szkole dla dziewcząt, Meadowbank, zostaje zamordowana nauczycielka gimnastyki, pani Springer. Mordercą prawdopodobnie jest mieszkaniec Meadowbank - kot wśród gołębi. Policja podejrzewa, że sprawa ma związek z klejnotami pewnego szejka, który zginął w trakcie ucieczki ze swego kraju, objętego rewolucją. Zagadkę postanawia rozwiązać Herkules Poirot, znany detektyw.

## Rozwiązanie
Mordercą jest sekretarka panny Bulstrode, Ann Shapland. Była szpiegiem, który próbował zdobyć klejnoty zmarłego szejka. Pani Springer przyłapała ją podczas przeszukiwania szafek w hali sportowej, przez co podpisała na siebie wyrok. Ann zamordowała też madame Blanche, która próbowała ją szantażować. Jedna z matek, również była agentka, rozpoznaje Ann Shapland na początku roku. Gdy później ogłosiła, że zna sekretarkę, ta próbowała zastrzelić pannę Bulstrode. Kula trafiła jednak w pannę Chadwick, zabijając ją. Pani Vanistrat nie została jednak zaatakowana przez Ann Shapland. Zrobiła to właśnie panna Chadwick z zazdrości o to, że panna Vanistrat ma przejąć stanowisko dyrektora szkoły.

## Ekranizacje
Telewizyjna adaptacja tej powieści w ramach serialu "Poirot" została wyemitowana w 2008 roku. David Suchet ponownie wcielił się w rolę Poirota. W filmie wystąpili także Katie Leung jako Hsui Tai Wan, Harriet Walter jako panna Bulstrode, Natasha Little jako Ann Shapland, Claire Skinner jako panna Rich, Elizabeth Berrington jako pani Springer, Raji James jako Książę Ali Yusuf oraz Adam Croasdell jako Adam Goodman.